# Antoni Laubitz

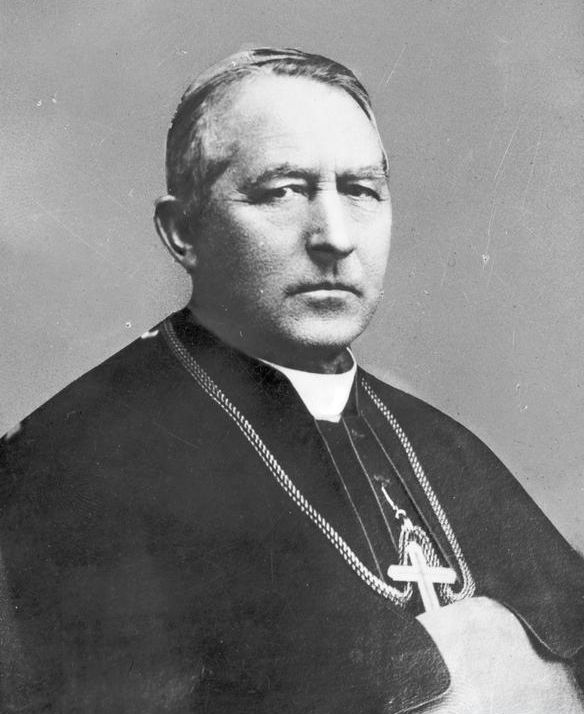
Antoni Laubitz 1939

Antoni Laubitz (* 7. Juni 1861 in Pakość, Provinz Posen, Preußen; † 17. Mai 1939 in Gniezno, Woiwodschaft Posen, Polen) war ab 1888 Priester und ab 1925 Weihbischof im Erzbistum Gnesen-Posen und ein Sozialaktivist, der wegen herausragender Leistungen im sozialen Bereich 1938 den Orden Polonia Restituta erhielt.

## Biografie
Antoni Laubitz nahm Unterricht in Inowrocław im heimatlichen Kujawien, dann im großpolnischen Trzemeszno sowie in Posen, wo er sich am Gymnasium St. Maria Magdalena mit Jan Kasprowicz anfreundete. Theologie studierte er 1884 bis 1887 an der Julius-Maximilians-Universität Würzburg und 1887 bis 1888 im Höheren Primas-Priesterseminar von Gnesen (Gniezno).
Seine Priesterweihe empfing er am 11. März 1888 in Posen durch die Hand des Erzbischofs von Posen und Gniezno, zugleich Primas Poloniae Julius Dinder. Danach übernahm er die Aufgaben des Vikars in der Pfarrei St. Nikolai in Inowrazlaw (Inowrocław) und war am preußischen Königlichen Gymnasium dort Religionslehrer. 1895 wurde er Administrator dieser Pfarrgemeinde und vier Jahre später Pfarrer der Pfarrei Mariae Namen in Inowrocław. Dort gründete er eine Baumschule. Zum 900. Jahrestag des Martyriums Adalberts von Prag 1897 wurde im Ort auf seine Initiative hin ein Denkmal des ältesten Schutzpatrons errichtet. Auf seine Initiative hin wurde auch die 1834 durch ein Feuer zerstörte romanische Kirche restauriert.
Er war ein Patriot, der den Kampf gegen die Besatzer Polens unterstützte und die Schulstreikenden 1906 auch gegen die Politik des Kulturkampfes verteidigte. Signifikant trug er mit bei zum Bekanntwerden und zur Entwicklung des Dziennik Kujawski (polnischsprachige Tageszeitung für das Gebiet Kujawien), herausgegeben von Józef Chociszewski. Er war auch Vorsitzender des Aufsichtsrats der Volksbank von Inowrocław.
Nach Gründung der zweiten Polnischen Republik zog er 1920 nach Gniezno, wo er eine Pfarrerstelle an der Erzkathedrale von Gniezno übernahm. 1924 ernannte ihn Papst Pius XI. zum Weihbischof im Erzbistum Gniezno-Posen und Titularbischof von Iasus. Am 18. Januar 1925 wurde er durch Edmund Dalbor zum Bischof geweiht. Seit seinem Aufenthalt in Inowrocław bedeutete ihm die Philanthropie sehr viel und er unterstützte neben anderen Dingen die Expansion der Caritas-Strukturen.
Am 10. März 1938 wurde er mit dem Orden Polonia Restituta für seine herausragenden Leistungen auf sozialem Gebiet ausgezeichnet.
Er starb 1939 eines natürlichen Todes und wurde in einer Kapelle der Erzkathedrale von Gniezno bestattet.